# 16130 Джіовін
16130 Джіовін (16130 Giovine) — астероїд головного поясу, відкритий 7 грудня 1999 року.
Тіссеранів параметр щодо Юпітера — 3,549.